# 月刊タッチダウン
『月刊タッチダウン』（げっかんタッチダウン）は、タッチダウン株式会社が発行していたアメリカンフットボール専門雑誌。毎月30日発売。

## 沿革
1970年に後藤完夫らにより創刊された。2016年の時点で日本国内で定期刊行されていた唯一のアメリカンフットボール雑誌であった。
1989年にはNFL記事を主体にした『TOUCHDOWN NFL』（現TOUCHDOWN PRO）を創刊、それまで国内記事と米カレッジ・NFLを混載していた『月刊タッチダウン』は国内アメフト記事中心の扱いに方針を改めた。
2008年まで春の国内ゲームとして親しまれていたヨコハマボウルは、TOUCHDOWN誌の企画･呼び掛けで開始されたものであった。
2016年8月30日発売の10月号をもって休刊。